# Kamionek Wielki (przystanek kolejowy)
Kamionek Wielki – przystanek osobowy w Kamionku Wielkim na linii kolejowej nr 259, w województwie warmińsko-mazurskim, w powiecie węgorzewskim, w Polsce.